# Civiele Orde van Verdienste van Savoye

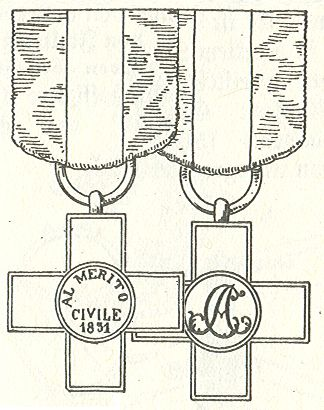
Orde van Civiele Verdienste van Savoye. Voor- en achterzijde.

De Civiele Orde van Verdienste van Savoye werd in 1831 ingesteld door koning Karel Albert van Sardinië in een enkele graad als een Orde van verdienste voor hogere ambtenaren, geleerden, kunstenaars, ingenieurs en gerenommeerde hoofden van scholen. Er mochten niet meer dan 60 leden worden benoemd.
Het op de linkerborst gedragen kruis is lichtblauw geëmailleerd en het gouden medaillon draagt de tekst "AL MERITO CIVILE 1831" en op de keerzijde het monogram van de stichter. Het lint is wit met een blauwe middenstreep.
De ridders droegen als ordekleding een goudgeborduurd korenbloemblauw uniform met gouden degen, knopen en kraag en een zwarte lederen hoed met zwarte veren in een gouden agraffe. Wanneer gala gedragen werd was de broek wit en anders blauw.